# Hörlebach (Goggenbach)
Der Hörlebach ist ein etwa 1,6 km langer Bach auf dem Gemeindegebiet von Kupferzell im Hohenlohekreis im nordöstlichen Baden-Württemberg, der nach westsüdwestlichen Lauf westlich des Dorfes Goggenbach von rechts in den Kupfer-Zufluss Goggenbach mündet.

## Name
Der Name des Hörlebachs ist übereinstimmend zu erschließen aus dem Gewannnamen Hörlebach und der Benennung eines Heckenbiotops jeweils am Oberlauf.

## Geographie

### Verlauf
Der Hörlebach entspringt auf der Goggenbacher Teilortgemarkung von Kupferzell im Feldgewann Hörlebach nördlich des Dorfes Goggenbach an einem Feldweg zum zugehörigen Aussiedlerhof Friedrichshof im Gewann Zimmer auf etwa 380 m ü. NN. Er fließt beständig westsüdwestlich neben einem Feldweg oder in dessen Nahbereich in einem recht geradem Graben. In der unteren Hälfte begleitet ihn am rechten Ufer der Waldstreifen Ghäus. Außer einem Feldgehölz wenig nach dem Grabenbeginn und einem anderen an der Mündung hat er sonst keinerlei Uferbewuchs.
Der 1,6 km lange Bach mit einem mittleren Sohlgefälle von etwa 27 ‰ mündet etwa 43 Höhenmeter unterhalb seines Ursprungs in den Goggenbach, weniger als einen halben Kilometer vor dessen eigener Mündung in die Kupfer. Er hat keine wesentlichen Zuflüsse.

### Einzugsgebiet
Der Hörlebach entwässert etwa 1,1 km² des Unterraums Kupferzeller Ebene und Kocheneck des Naturraums Hohenloher und Haller Ebene. Der Anteil von etwa 12 Hektar am Ghäu sind der einzige Wald im Einzugsgebiet, das ansonsten aus flurbereinigten Ackerflächen besteht. Das Einzugsgebiet grenzt im Süden an das des Oberlaufs des aufnehmenden Goggenbachs, im Norden an das Einzugsgebiet des Ohrnbachs. Hinter der kürzeren östlichen Wasserscheide entwässert im nördlichen Teil im Umfeld des höchsten Punktes auf etwa 398 m ü. NN der Bachensteiner Bach ostwärts über den Rüblinger Bach in den Eschentaler Bach, im südlichen Teil der zu ihrem Vorfluter namensgleiche, aber ostwärts laufende Goggenbach direkt in den Eschentaler Bach.

## Geologie
Der Hörlebach entspringt im Randbereich einer großen, im Quartär abgelagerten Lösssediment-Insel, die die umgebenden Hügelhöhen einnimmt. Darunter liegt der Lettenkeuper (Erfurt-Formation), tiefste Schicht des Unterkeupers, der das ganze übrige Einzugsgebiet bis hinunter zur Mündung bedeckt. Der den Untergrund der flachhügeligen Hohenloher Ebene aufbauende und für das wenig profilierte Relief verantwortliche Muschelkalk ist nur außerhalb des Einzugsgebietes aufgeschlossen, am nächsten jenseits der östlichen Wasserscheide in den unteren Taleinschnitten von Bachensteiner Bach und Goggenbach, die zum Eschentaler Bach ziehen.

### LUBW
1. 1 2  Höhe nach dem Höhenlinienbild auf dem Hintergrundlayer Topographische Karte.
2. ↑  Länge nach dem Layer Gewässernetz (AWGN).
3. ↑  Weder der Hintergrundlayer Topographische Karte, noch der Layer Gewässernetz (AWGB), noch der Layer Gewässername geben einen Namen für den Bach an, jedoch nennen der Hintergrundlayer am Oberlauf den Gewannnamen Hörlebach und der Layer Biotop bezeichnet dort ein Heckenbiotop als „Hecke am Hörlebach nördl. Goggenbach“.

### Andere Belege
1. ↑  Wolf-Dieter Sick: Geographische Landesaufnahme: Die naturräumlichen Einheiten auf Blatt 162 Rothenburg o. d. Tauber. Bundesanstalt für Landeskunde, Bad Godesberg 1962. → Online-Karte (PDF; 4,7 MB)
2. ↑  Geologie nach: Mapserver des Landesamtes für Geologie, Rohstoffe und Bergbau (LGRB) (Hinweise)